# 江差站

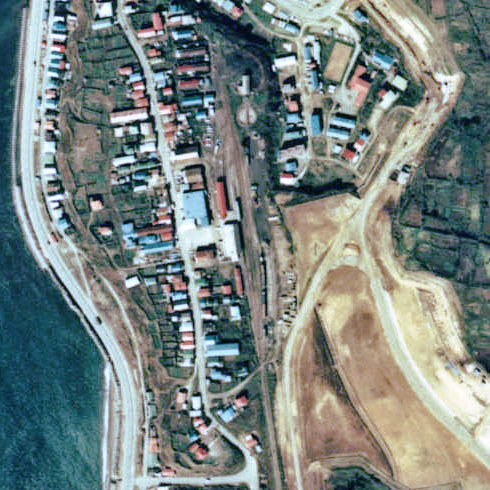
1976年的江差站與方圓約500米範圍。下方是木古內、函館方向。車站大樓前只有一座短的單式月台。車站大樓旁邊北方設有缺角式貨運月台。站內還有數條留置線，車站後方北邊設有轉車盤和小型機車庫。車站後方南邊設有小型編組場和引込線，圖中可看見數架貨車停泊中。與瀨棚線（廢線）的瀨棚烘一樣，車站位於港口中心地區南方約1公里處。

江差站（日语：／ Esashi eki */?）是位於北海道檜山郡江差町字陣屋町，北海道旅客鐵道的江差線車站（廢站）。
隨著江差線木古內站至江差站廢除，車站在2014年（平成26年）5月12日廢除。另外在1988年（昭和63年）2月1日，JR松前線廢止後，此站成為道內最西端有人車站。隨著此站廢站，最西有人車站變成了八雲站。

## 歷史
- 1936年（昭和11年）11月10日：官設鐵道江差線[2]湯之岱站至此站之間開通[2][新聞 3]。此站啟用，當時為一般車站[1][3]。
- 1949年（昭和24年）6月1日：隨著實施日本國有鐵道法，日本國有鐵道（國鐵）繼承此站。
- 1960年（昭和35年）10月1日：準急「江差」開始運行[2][4]。
- 1975年（昭和50年）12月11日：車站大樓由木製翻新為鋼筋混凝土製[5]。
- 1980年（昭和55年）10月1日：急行「江差」廢除[4]，再沒有優等列車（日语：優等列車）停靠此站。
- 1982年（昭和57年）11月15日：結束處理貨物[2]。
- 1985年（昭和60年）3月14日：結束處理行李[5]。
- 1987年（昭和62年）4月1日：伴隨國鐵分割民營化，車站由北海道旅客鐵道（JR北海道）營運。
- 1988年（昭和63年）2月：江差線湯之岱站至此站之間Staff閉塞化。
- 1990年（平成2年）9月1日：江差線木古內站至此站之間開始一人控制[6]。
- 1999年（平成11年）12月 - 2003年（平成15年）3月：江差線湯之岱站至此站之間試驗使用COMBAT（瓦里斯式列車檢知形閉塞裝置）。
- 2012年（平成24年）9月3日：JR北海道正式發表江差線木古內站至此站之間於2014年（平成26年）度年頭廢除，並向木古內町、上之國町和江差町正式傳達上達信息[報道 1]。
- 2013年（平成25年）4月26日：JR北海道向國土交通省提出把木古內站至江差站之間廢除[報道 2]。
- 2014年（平成26年）5月12日：江差線木古內站至江差站之間廢除，此站也廢除[新聞 1][新聞 2]。

## 車站構造
此站是地面車站。在國鐵時代，此站設有許多貨物側線。此站曾經是急行「江差」的到發車站。在車站晩年只有1面1線的單式月台。此站是木古内Block所屬的職員配置站（管理車站）。管理江差線神明站至上之國站之間各站。在櫃臺營業時間以外等沒有車站職員的時候，可聯絡木古內站（湯之岱站除外）。
車站大樓內設有綠色窗口。曾經此站設有自動售票機，後來被撤走。此站設有廁所，但是在營業時間外鎖上。
在檢票業務中，於啟用當初在內期間，出閘和入閘都分別設有專用檢票處（上方車站大樓相片中，右側部分是出閘用的檢票口），後來於綠色窗口旁邊設有專用窗（下方「候車室、窗口」相片中，檢票口在左邊部分）用作檢票之用。在晩年，所有列車都是一人控制，因此都在車內結算車資。除了購買於主要車站木古內站、五稜郭站和函館站轉乘特急的車票外，綠色窗口不再出售非乘車當日的車票。因此，此站的上下車方法如同無人車站一樣。此外，在冬季期間，由於有除雪車進行作業，此站沒有列車停泊，該列車會以不載客列車的身份前往湯之岱站停泊。

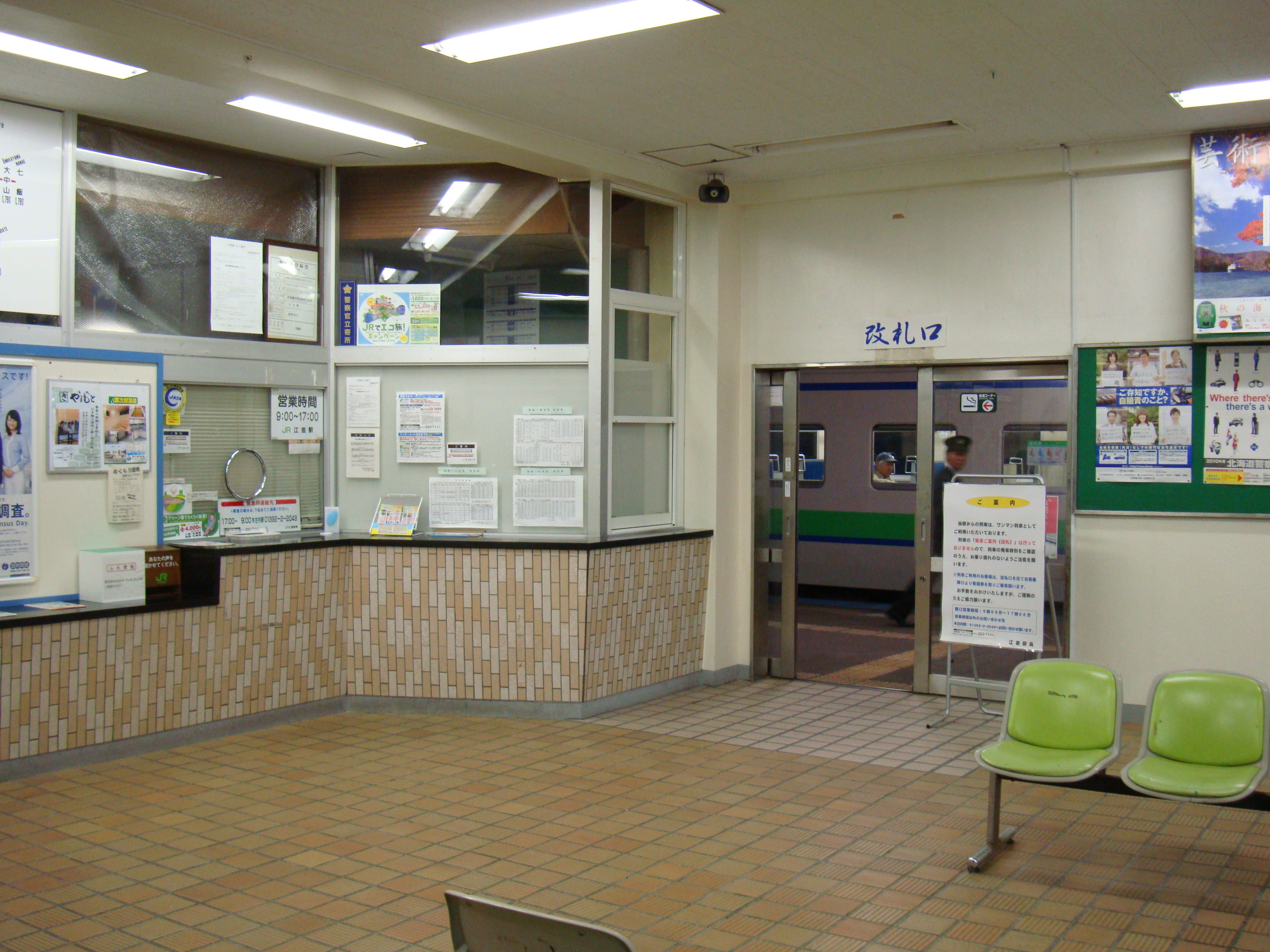
候車室、窗口（2010年9月）
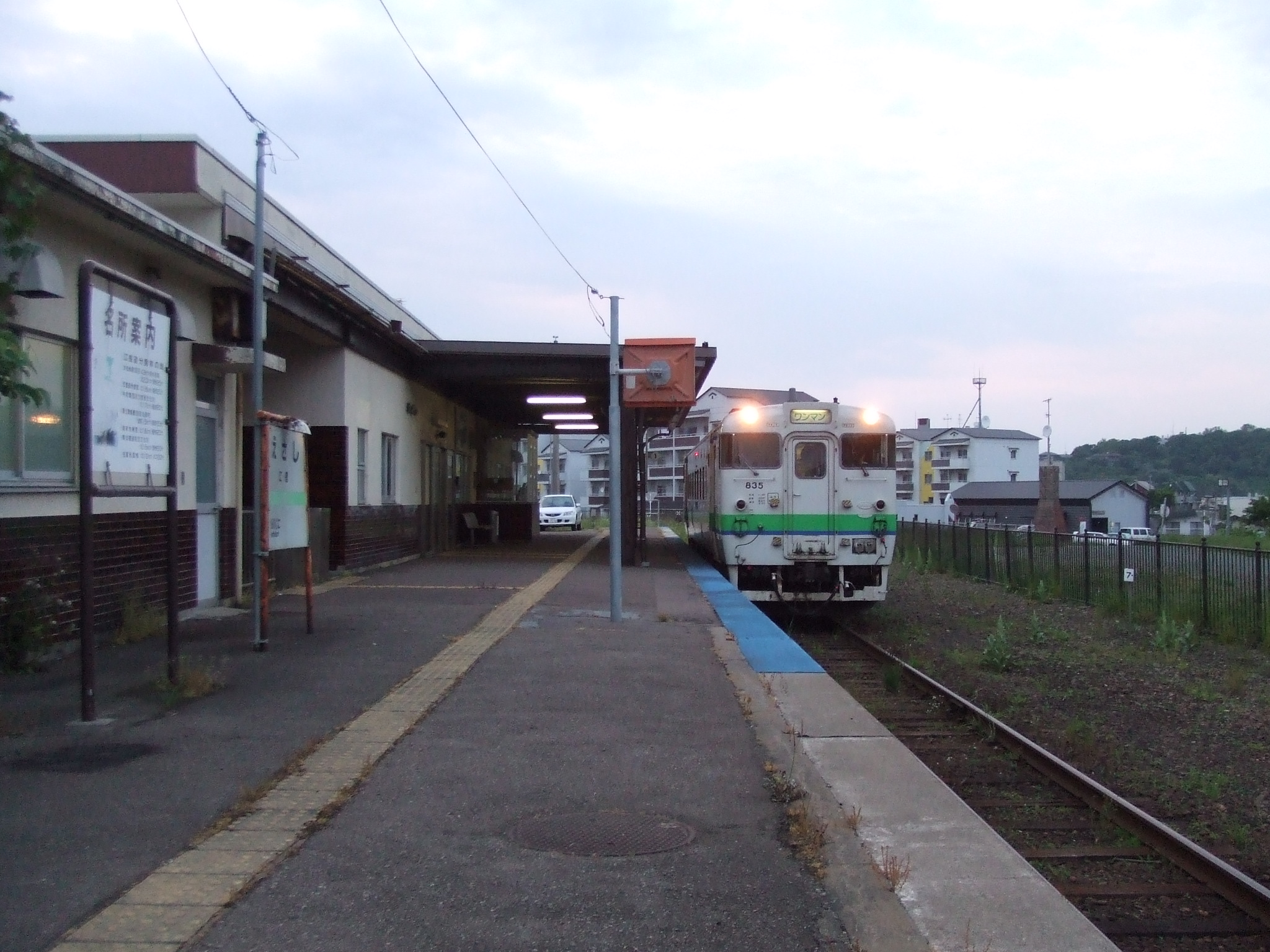
月台（2007年6月）
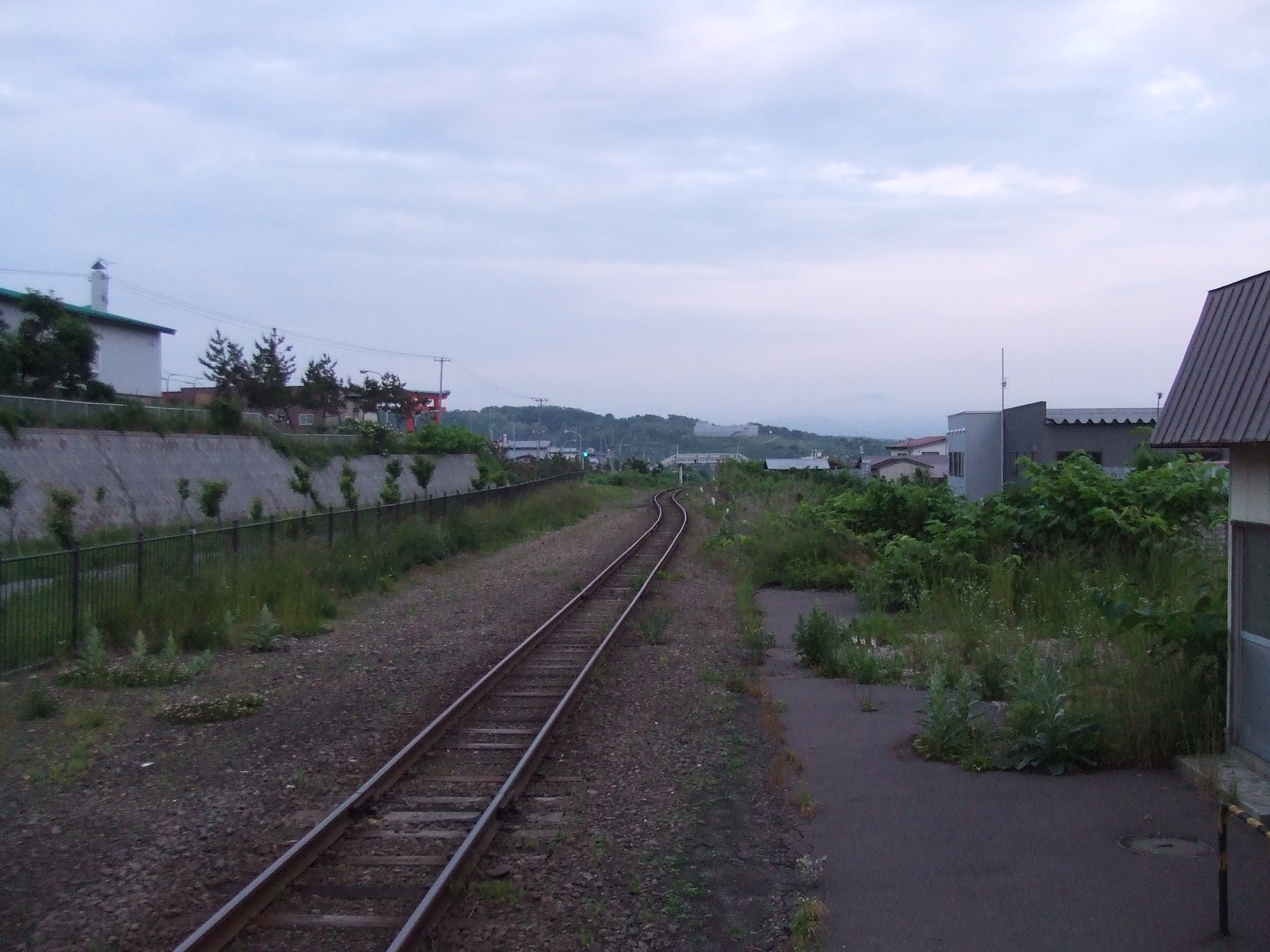
站內望向函館方向（2007年6月）
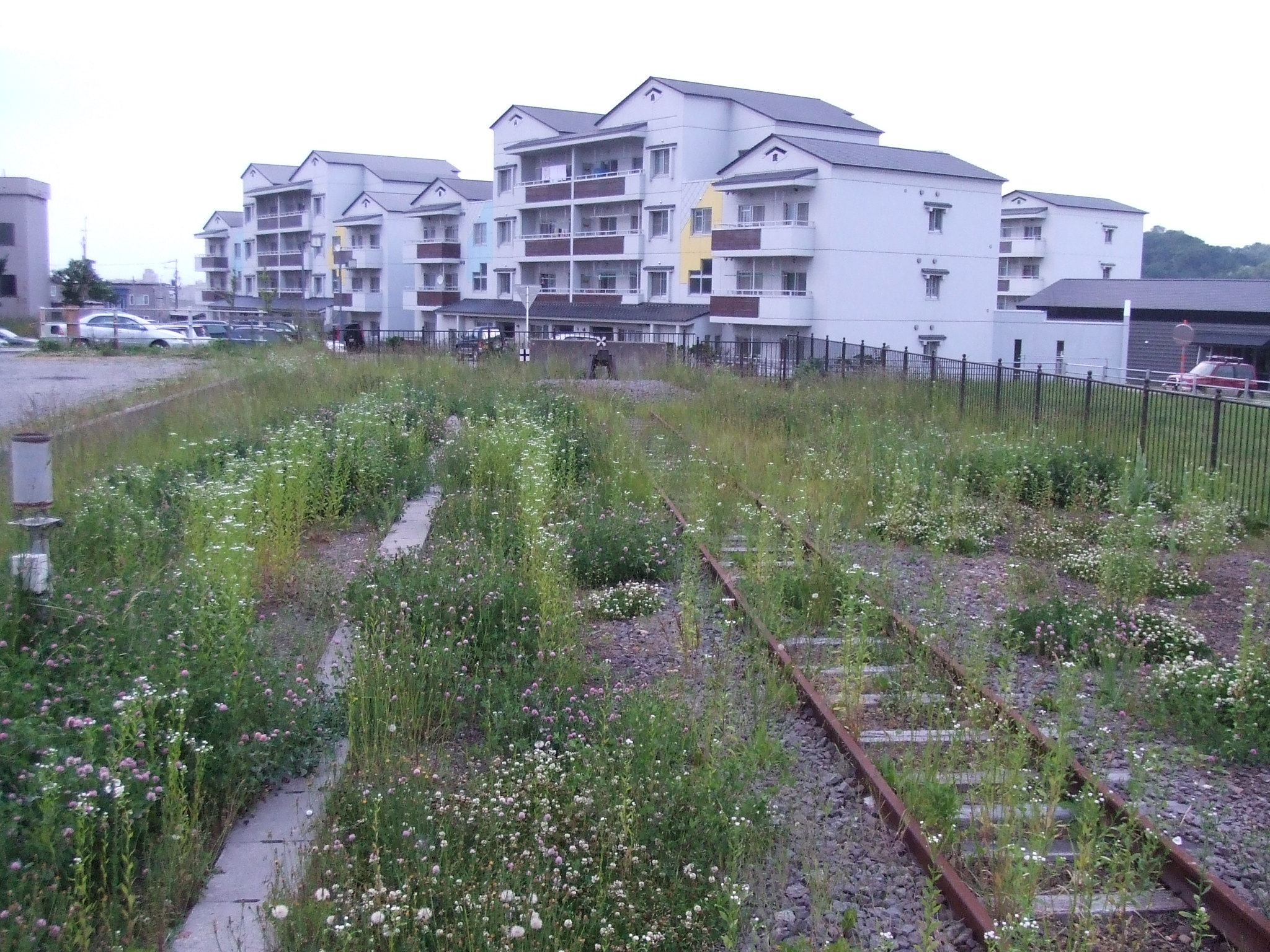
止衝擋（2007年6月）
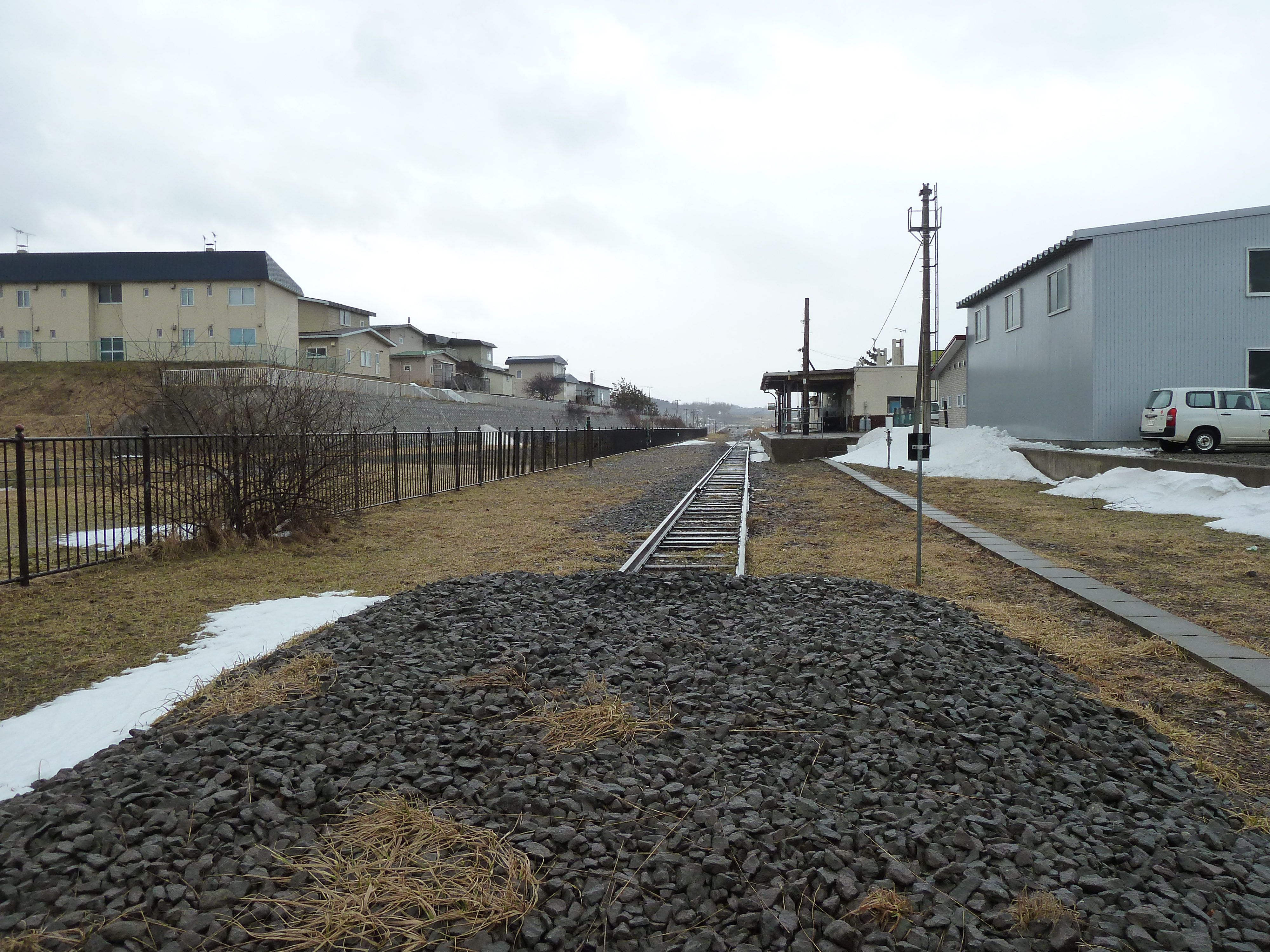
止衝擋望向站內（2013年3月）
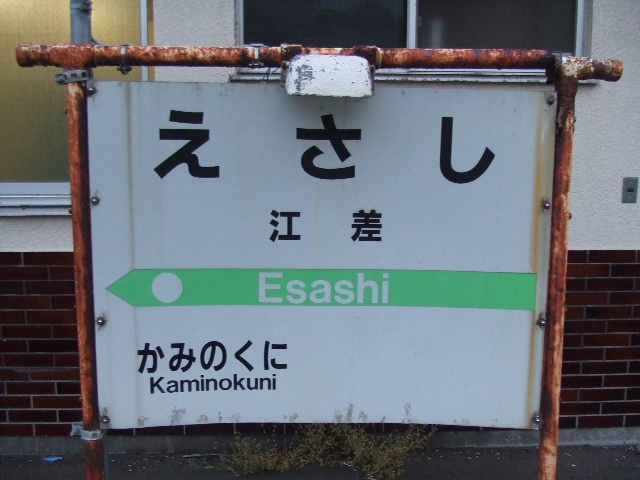
站名牌（2007年6月）

## 使用狀況
| 乘車人次變化         | 乘車人次變化     |
| 年度                 | 一日平均乘車人次 |
| -------------------- | ---------------- |
| 2009年（平成21年）度 | 40               |
| 2011年（平成23年）度 | 29               |
| 2012年（平成24年）度 | 33               |
| 2013年（平成25年）度 | 70               |

## 車站周邊
車站位於靠近日本海岸邊的山丘上。車站距離町中心15至20分鐘步程。
- 姥神大神宮（日语：姥神大神宮）（在鎌倉時代以前創建的渡島國一宮。該處會舉行北海道最古老的祭典（日语：姥神大神宮渡御祭）。從車站步行20分鐘）
- 國道227號、國道228號（日语：国道228号）
- 北海道道215號江差停車場線（日语：北海道道215号江差停車場線）
- 檜山振興局廳舍
- 江差町公所（日语：江差町役場）
- 江差警署（日语：江差警察署）
- 江差郵局（日语：江差郵便局）
- 江差茂尻郵局
- 江差南濱簡易郵局
- 道南海街信用金庫（日语：道南うみ街信用金庫）本店(舊・江差信用金庫（日语：江差信用金庫）本店)
- 北洋銀行江差分店
- 檜山漁業協同組合江差分所
- 江差町立南丘小學（日语：江差町立南が丘小学校）
- 江差町立江差中學
- 開陽丸（日语：開陽丸）（修復船，從車站步行15分鐘）
- 江差港至奧尻島之渡輪服務。
- 鷗島（日语：鴎島 (江差町)）
- 惠比壽濱

## 巴士路線
在車站現役時代，站前設有函館巴士「江差站前」巴士站。停靠的巴士路線會前往熊石、大成方向等。在車站廢除外，巴士站名改為「陣屋團地」。
在2014年（平成26年）5月12日起，開設了JR江差線替代巴士，函館巴士方面稱路線名為「江差木古內線」，但是該路線不駛入站前。

## 現況
在江差線廢除後，車站大樓與路軌還存在。後來在2年半後的2016年（平成28年）11月14日起12月中，車站大樓開始被拆毀。在江差町內的3.7公里長路軌在2017年（平成29年）1月前被撤走。
在車站遺址周邊，江差町建設了3座町營住宅（共23戶），這些住宅讓年輕人入住。另外在2017年度，車站遺址建設了紀念碑，後來再次設置了站名牌、信息顯示板和木柱紀念碑。實際上使用了江差站內的路軌、枕木、道碴和止衝擋來建設這個紀念設施。

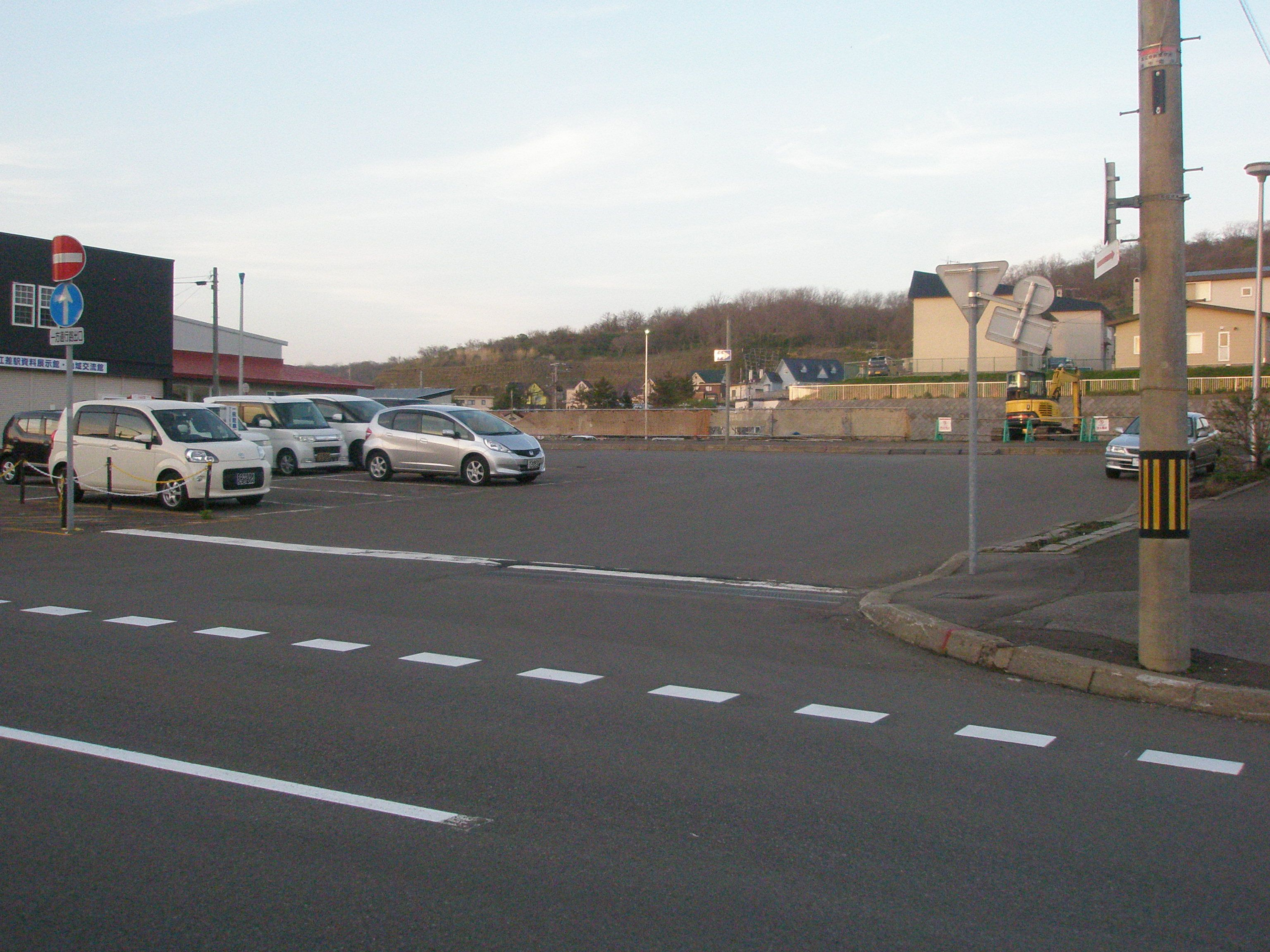
車站大樓折毀後的舊站前（2018年5月）
舊江差站站前廣場（2019年5月）。圖中前方為北海道道215號江差停車場線（日语：北海道道215号江差停車場線）。左方是起點，右方是終點方向。車站遺址建設了町營住宅和紀念碑。
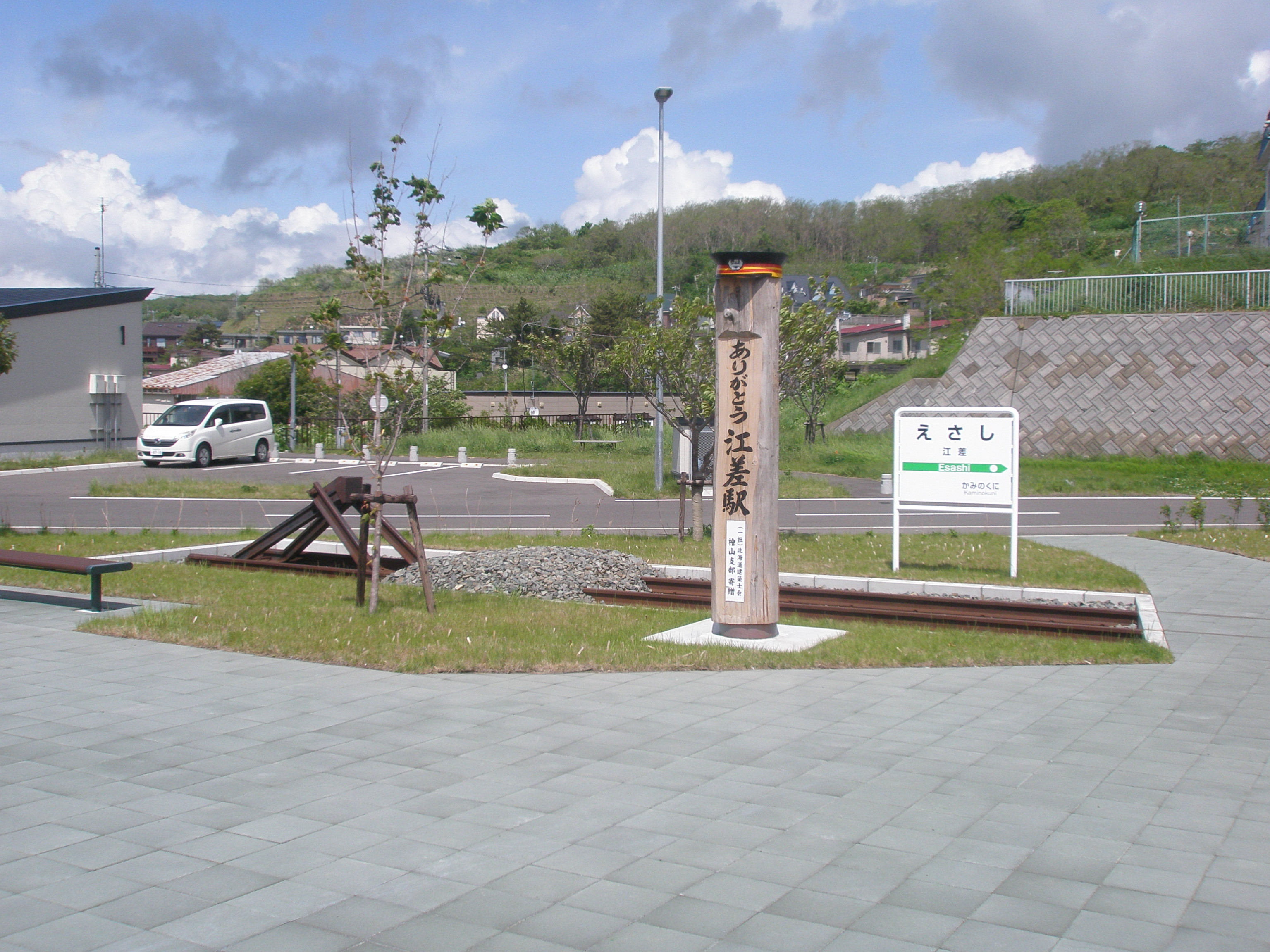
江差站遺址的紀念設施（2019年5月撮影）。在站名牌後方設有介紹此站的資訊。
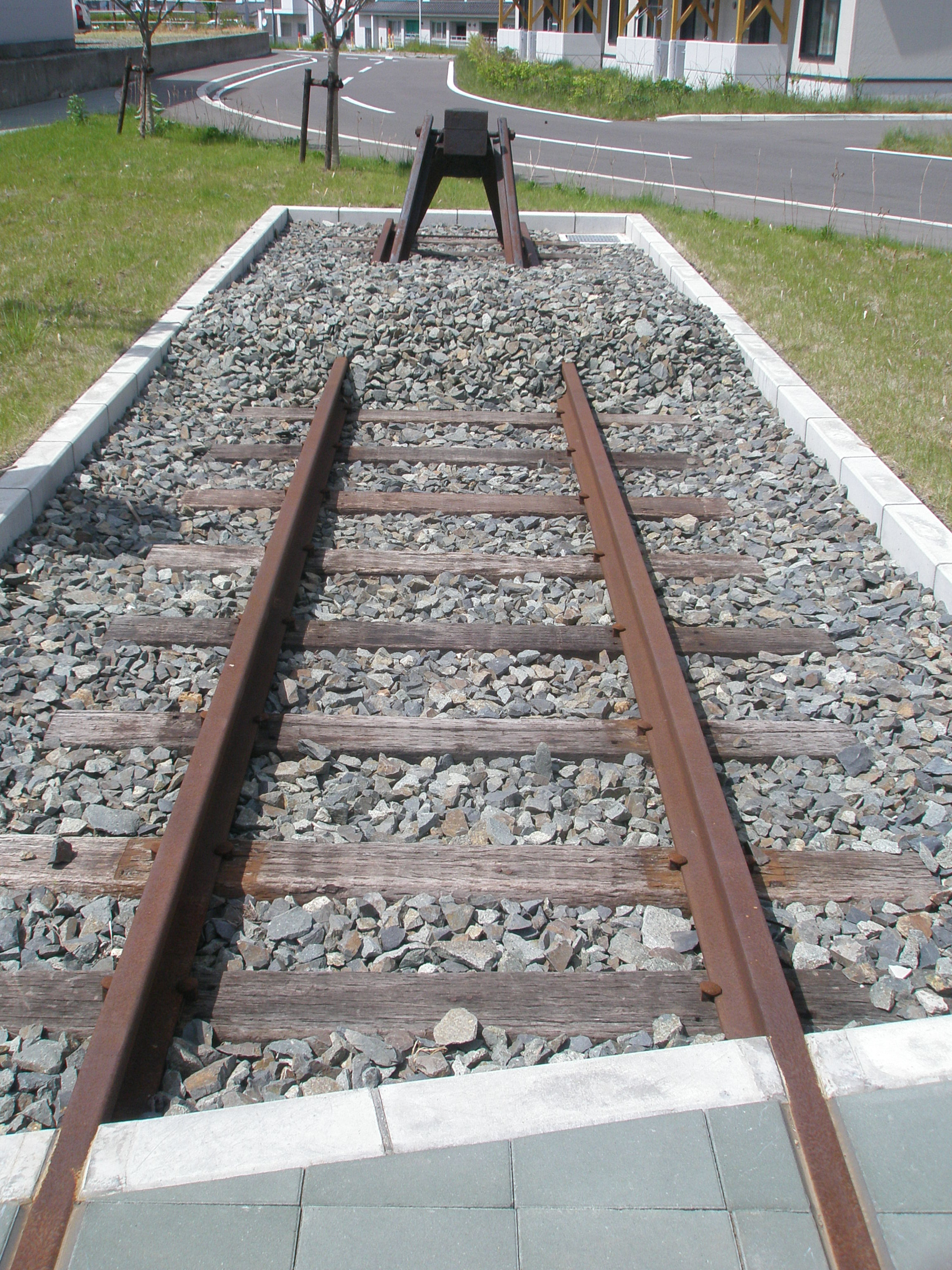
紀念設施使用了此站的路軌、枕木、道碴和止衝擋（2019年5月拍攝）。

在車站內曾被使用過展板和鐵路用品等展示被放置於江差町鄉土資料館（舊檜山爾志郡公所）。舊站前的商店遺址經過改裝開設了「舊江差站資料展示館、地域交流館 （页面存档备份，存于）」，兩處均展示了相關展品。在舊江差站資料展示館、地域交流館中，展出了江差町內的鐵路攝影師辻晴穗拍攝的江差線作品。設施內除了展品外，也成為了設施對出「陣屋團地」巴士站之候車場所。在候車場所內的長椅是使用舊站的物品。「舊江差站資料展示館、地域交流館」在2021年7月關閉，該館的40件收藏品遷移至江差町鄉土資料館。同年8月13日起，於江差町鄉土資料館再次展出來自「舊江差站資料展示館、地域交流館」的展品。

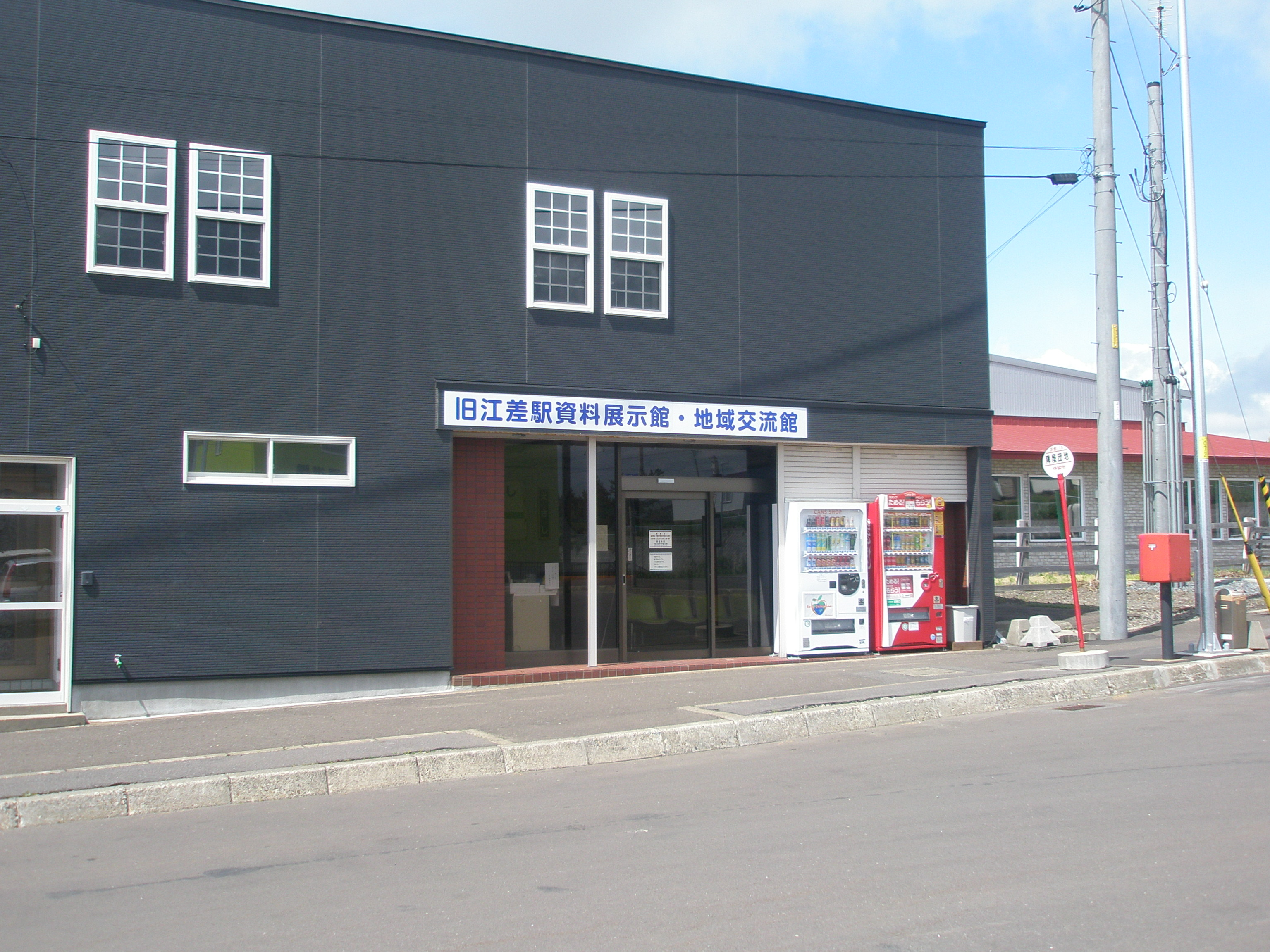
舊江差駅資料展示館、地域交流館（2019年5月）。該處同時是函館巴士「陣屋團地」的候車室。
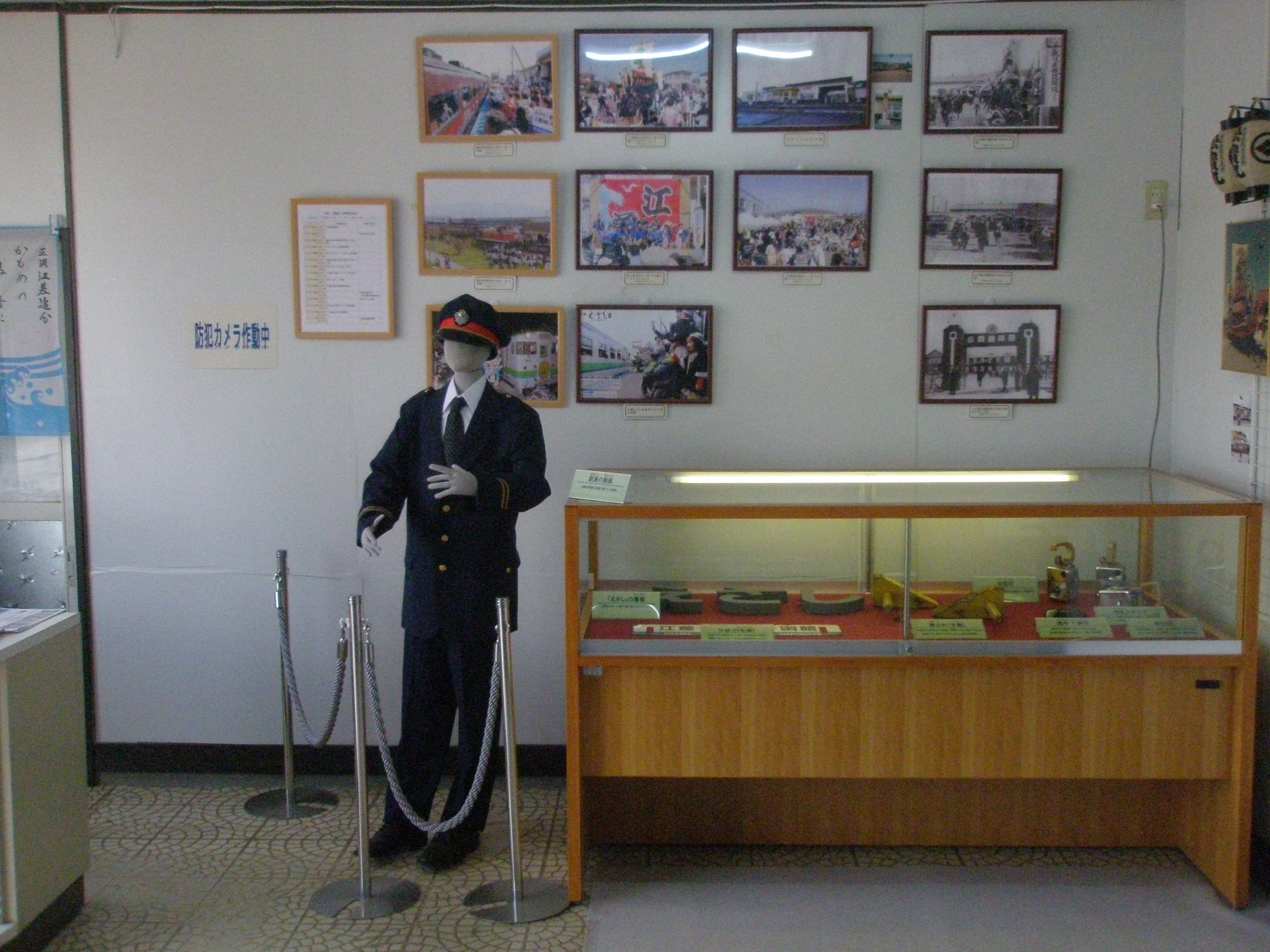
舊江差駅資料展示館、地域交流館內部（2019年5月）。展出了站員的制服、江差線開通當時、江差站開業業時和江差線最後活動之各種相片和車站鐵路用品等。
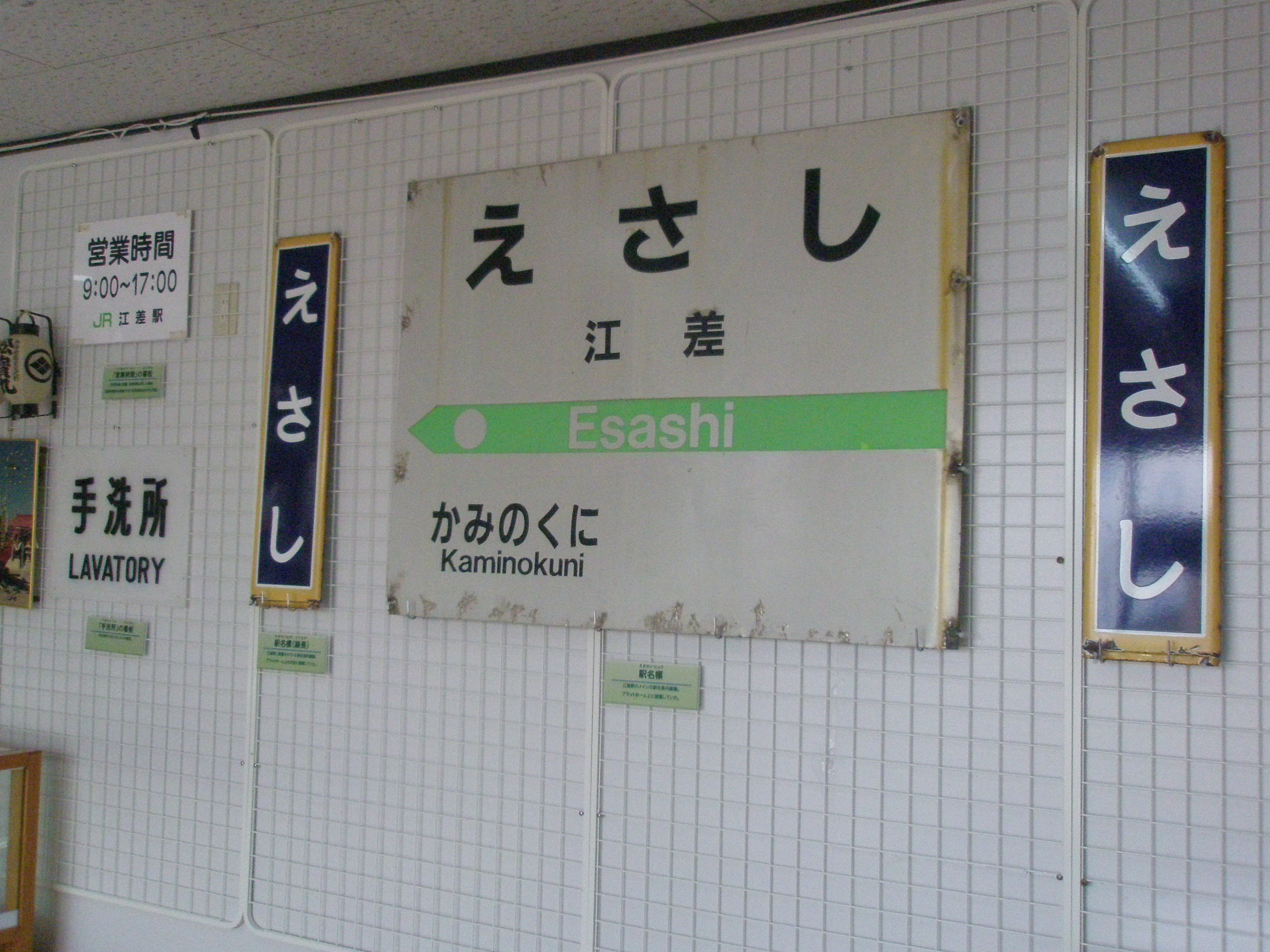
舊江差駅資料展示館、地域交流館內部（2019年5月）。展出了站名牌和各種板子。
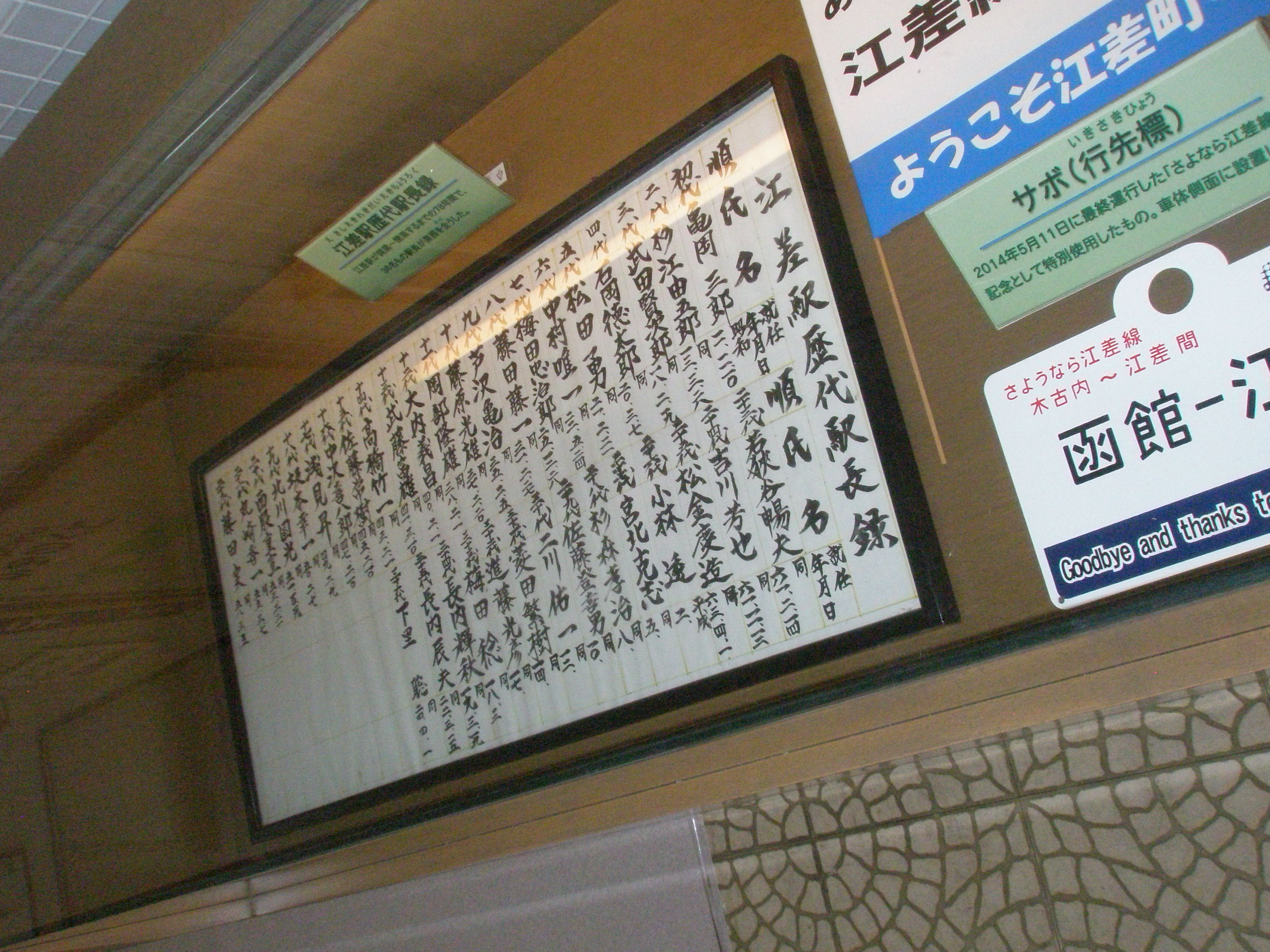
舊江差駅資料展示館、地域交流館內部（2019年5月）。展出了江差站歷代站長名稱。

截至2015年（平成27年），還可於町內的餐廳購買於晩年在江差站出售的車站便當。

## 相鄰車站
北海道旅客鐵道（JR北海道）
江差線
上之國－江差

## 注腳

### 發布資料
1. 1 2   (PDF) (新闻稿). 北海道旅客鐵道. 2012-09-03  [2012-09-07]. （原始内容 (PDF)存档于2012年9月7日） （日语）.
2. 1 2   (PDF) (新闻稿). 北海道旅客鐵道. 2013-04-26  [2013-05-13]. （原始内容 (PDF)存档于2013年5月13日） （日语）.

### 新聞
1. 1 2  . 函館新聞 (函館新聞社). e-HAKODATE. 2014-05-11  [2014-12-11]. （原始内容存档于2014-05-14） （日语）.
2. 1 2  . 函館新聞 (函館新聞社). e-HAKODATE. 2014-05-13  [2014-12-11]. （原始内容存档于2014-05-14） （日语）.
3. ↑  . 官報 (內閣印刷局). 國立國會圖書館數碼化收藏. 1936-11-09  [2015-08-11]. （原始内容存档于2015-08-11） （日语）.
4. 1 2 3 4  千葉美奈子. . 北海道迷雜誌. 2015-05-14  [2015-07-27]. （原始内容存档于2015-07-27） （日语）.
5. 1 2 3 4  . 北海道新聞 (北海道新聞社). どうしんウェブ／電子版（道南）. 2016-11-11  [2016-11-11]. （原始内容存档于2016-11-11） （日语）.
6. ↑  旧江差線しのぶ展示館、7月に閉館　展示物は町が展示へ （页面存档备份，存于）（日語）鐵之廣場　2021年5月19日　朝日新聞（三木一哉）
7. ↑  旧江差線　充実の展示　郡役所へ移設、公開開始 （页面存档备份，存于）（日語）2021年8月19日　北海道新聞

### 書籍
- JRR（編集） (编). . 交通新聞社（日语：交通新聞社）. 1996-07: 190. ISBN 978-4-88283-117-4 （日语）.
- 石野哲（總編）. . JTB出版. 1998-09-19. ISBN 978-4-533-02980-6 （日语）.
- 田中和夫（監修）. . 上巻（国鉄・JR線）. 北海道新聞社（編集）. 2002-07-15: 154–171頁・311–319頁. ISBN 978-4-89453-220-5 （日语）.
- 今尾惠介（監修）. . 1号（北海道）. 新潮社. 2008-05-17. ISBN 978-4-10-790019-7 （日语）.
- 今尾惠介、原武史（日语：原武史）（監修）. 日本鉄道旅行地図帳編集部（編集） , 编. . 新潮「旅」ムック. 1号（北海道）. 新潮社. 2010-05-18: 35–36. ISBN 978-4-10-790035-7 （日语）.
- さよなら江差線編集委員会（編集）. . 北海道新聞社. 2014-06-21: 168–169. ISBN 978-4-89453-743-9 （日语）.

## 外部連結
- . 北海道旅客鐵道.   [2013-10-13]. （原始内容存档于2013-10-13） （日语）.